# Ronneby
 Der er for få eller ingen kildehenvisninger i denne artikel, hvilket er et problem. Du kan hjælpe ved at angive troværdige kilder til de påstande, som fremføres i artiklen.

Ronneby er en svensk by i Blekinge beliggende ved Ronnebyån. Den er hovedby i Ronneby kommun.

## Etymologi
Dette afsnit eller denne liste er kun påbegyndt. Hvis du ved mere om emnet, kan du hjælpe Wikipedia ved at tilføje mere.
 
Blandt tidligere danske måder at skrive navnet på kan nævnes: Rønneby eller Rundeby.

## Historie
De ældste stadsprivilegier er fra 1387, genudstedt i 1882. Med freden i Roskilde i 1658 blev Blekinge svensk, og svenskerne anlagde en flådebase i Karlskrona. I denne forbindelse blev Ronnebys stadsprivilegier trukket tilbage for at få Ronnebyborgerne til at flytte til Karlskrona. Sagnet siger, at kongen beordrede alle vinduer og døre beslaglagt, og at de, der gik med til at flytte til Karlskrona, fik deres vinduer og døre udleveret igen.
Heliga Kors-kirken blev opført i 1100-tallet og var et centralt sted under blodbadet i Ronneby den 4. september 1564. I 1495 sank det danske orlogsskib Gribshunden ud for Ronneby, da kong Hans af Danmark var på vej til Kalmar med flåden. Store dele af byen nedbrændte i 1864.

## Ronneby i dag
Tekst mangler, hjælp os med at skrive teksten

## Venskabsbyer
- Aakirkeby, Danmark